# Біла (гміна, Тернопільське воєводство)
Гміна Біла — сільська гміна у Чортківському повіті Тернопільського воєводства Другої Польської Республіки. Адміністративним центром гміни було село Біла.
Гміна утворена 1 серпня 1934 року в рамках нового закону про самоврядування (23 березня 1933 року).
Площа гміни — 81,25 км²
Кількість житлових будинків — 1744
Кількість мешканців — 8117
Гміну створено на основі давніших гмін (самоврядних громад): Біла, Черкавщина, Стара Ягільниця, Скородинці.
Гміна ліквідована 17 січня 1940 року у зв'язку з включенням сіл до складу новоутвореного Білобожницького району.